# Gerd Herold
Gerd Harald Herold (* 1945 in Oberlungwitz) ist ein deutscher Internist und Arbeitsmediziner. Bekannt ist Herold durch sein Skript-artiges Lehrbuch Innere Medizin – Eine vorlesungsorientierte Darstellung (unter Medizinern: „Der Herold“), das seit 1981 (im Selbstverlag, anfangs ohne ISBN) jährlich neu aufgelegt wird und in 15 Sprachen übersetzt wurde (Stand 2020).

## Berufliche Karriere
Gerd Herold erhielt 1974 seine Approbation als Arzt und promovierte mit der Arbeit Ursachen von Verschattungen im Thoraxröntgenbild unter besonderer Berücksichtigung von Systemerkrankungen zum Doktor der Medizin.
Nach Tätigkeiten als Stationsarzt in der Inneren Medizin in Köln und auf der Station für Knochenmarktransplantation an der Universitätsklinik Leiden arbeitete er 1976 am Medizinischen Universitätsklinikum Köln-Lindenthal.
1977 wurde Herold Oberarzt am St. Agatha-Krankenhaus in Köln-Niehl. Er erwarb 1979 die Gebietsbezeichnung Innere Medizin. Zwischen 1981 und 2003 arbeitete Herold als Leiter des Gesundheitsdienstes der Ford-Werke AG in Köln. Seit 2003 ist er als freiberuflicher Gesundheitsberater tätig. Seit 1983 hat Herold die Gebietsbezeichnung Arbeitsmedizin und seit 1996 die Zusatzbezeichnung Umweltmedizin.
Mitarbeiter seines in Anlehnung an die Kölner Vorlesungen Medizinische Klinik und Poliklinik entstandenen Buchprojekts Innere Medizin waren unter anderem Heinz Beckers, Volker Braun, Ulrich Deuß, Manfred Doss, Ingolf von Graefe, Wilfried Kindermann, Joachim Kindler, Gisela Maerker-Alzer, Gynter Mödder, Kurt Oette, Günter Ollenschläger, Hans-Georg Predel, Winfried Randerath, Volker Rudolph, Peter Seng, Ulrich Stölzel. Unterstützt hatten ihn in Köln etwa auch Volker Diehl und Rudolf Gross. Bei der vierten Auflage der von Rudolf Gross, Paul Schölmerich und Wolfgang Gerok veröffentlichten „1000 Merksätze der Inneren Medizin“ war er korrigierend beteiligt.

## Veröffentlichungen
- Innere Medizin. Gerd Herold, Köln 2021. ISBN 978-3-9821166-0-0.